# 党卫队全国领袖荣誉佩剑

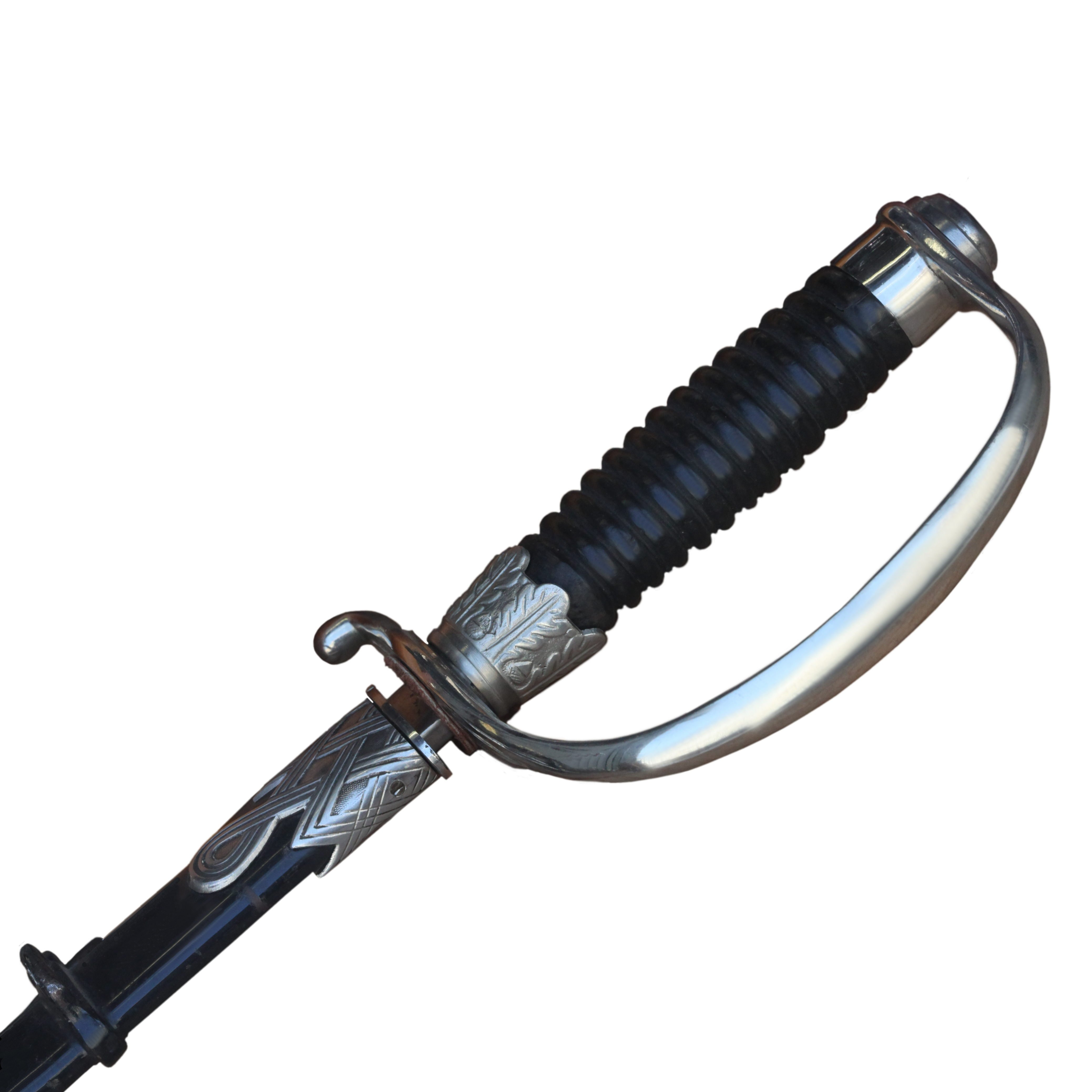
党卫队全国领袖荣誉佩剑

党卫队全国领袖荣誉佩剑（Ehrendegen des Reichsführers SS）是一种直剑身、单剑刃的礼服用佩剑（小型劍）。持有者在身着党卫队礼服时可以搭配该剑，该剑于1935-1945年间生产。该剑由卡尔·迪比奇（Karl Diebitsch）设计。